# Villarejo de Montalbán
Villarejo de Montalbán è un comune spagnolo di 89 abitanti situato nella comunità autonoma di Castiglia-La Mancia.